# Гулзор (Шахритусский район)
Гулзор (тадж. Гулзор; до 2024 года — Лолазор) — село в Хатлонской области Республики Таджикистан. 
Административный центр джамоата (сельской общины) им. Талбака Садриддинова Шахритусского района.
Находится на расстоянии 5 км от райцентра (пгт. Шахритус) и 113 км от Душанбе.
Название села означает «цветник». 
Прежнее название — Трактор.
Население — 4693 чел. (2017).